# Coming Home (Sheppard)
Coming Home è un singolo del gruppo musicale australiano Sheppard, pubblicato il 10 novembre 2017 come quarto estratto dal secondo album in studio Watching the Sky.

## Video musicale
Il video musicale è stato pubblicato il 23 gennaio 2018.